# Aeropuerto José Mario Madero Jaramillo
El Aeropuerto José Mario Madero Jaramillo (OACI: SEGZ) es un aeropuerto que sirve a la ciudad de Gualaquiza en la provincia de Morona Santiago, Ecuador. El aeropuerto está a la entrada de un valle montañoso, con terreno elevado.

## Historia
Este aeropuerto, que lleva el nombre de José Mario Madero Jaramillo, tiene una pista de 2078 metros de longitud. Una obra muy importante para la Amazonía ecuatoriana, construida con el trabajo humano, con palas y picos, bajo la dirección de este político local que llegó a Gualaquiza para trabajar junto al pueblo por el progreso de la zona.
El 13 de octubre de 1999, la ciudadanía e instituciones locales propusieron designar el aeropuerto de la ciudad con el nombre de José Mario Madero Jaramillo, en homenaje a quien, desde las funciones de Jefe Político del Cantón, logró organizar al pueblo en mingas multitudinarias, con su trabajo y el de los moradores del cantón, para construir manualmente la primera pista de aterrizaje afirmada de grava.